# Patrik Twardzik
Patrik Twardzik (* 10. Februar 1993 in Třinec) ist ein tschechischer Fußballspieler.

## Karriere

### Vereinsspieler
Twardzik begann in der Jugend des FC Sachsen Leipzig, von wo er zum Nachwuchs des FC Rot-Weiß Erfurt wechselte. Nachdem er dort bis 2008 in der U17 gespielt hatte, kam er nach einem weiteren Jahr bei Hertha BSC zur Jugend von Celtic Glasgow. Aus der dortigen U20-Mannschaft wechselte er 2013 offiziell zu den Profis. Von November 2013 bis Januar 2014 wurde er an den schottischen Zweitligisten FC Livingston verliehen, nachdem er zuvor noch zu keinem Einsatz bei Glasgow gekommen war. Insgesamt absolvierte er zwei Spiele, einen im Scottish FA Cup und sein Debüt in der Scottish Championship. Dieses feierte er am 23. November 2013, dem 8. Spieltag, als er in der 78. Minute für Andy Barrowman eingewechselt wurde. Nach dem Ende der Leihe Rückkehr im Januar 2014, blieb er bei Celtic wieder ohne Einsatz.
Im Sommer 2014 verließ Twardzik Glasgow und war bis November vereinslos. Nach seiner Rückkehr nach Deutschland schloss er sich seinem Jugendverein in Erfurt wieder an und bekam im Sommer 2015 einen Profivertrag in der ersten Mannschaft. Sein Debüt in der 3. Liga gab er am 38. Spieltag der Saison 2015/16 gegen Holstein Kiel. Im Sommer 2016 verließ er Rot-Weiß, um sich dem VfB Germania Halberstadt anzuschließen. Für die Saison 2018/19 wurde er als Neuzugang beim BFC Dynamo vorgestellt, aber schon im November 2018 folgte die Trennung. In der Winterpause kehrte er zu Germania Halberstadt zurück.
Bei Germania Halberstadt verbrachte er bis Sommer 2021 nochmals 3 Spielzeiten. Mit der Mannschaft erreichte er in der Saison 2018/2019 das Sachsen-Anhalt-Pokal-Finale ein. Trotz der 0:2-Niederlage im Finale gegen den Hallescher FC am 25. Mai 2019, zog er mit Germania in die 1. Hauptrunde des DFB-Pokals 2019/20 ein. Hier traf er mit der Germania am 11. August 2019 auf den 1. FC Union Berlin. Das Spiel endete mit 0:6 für Union und Twardzik spielte über die vollen 90 Minuten. Nach 48 Spielen mit 8 Toren in der Liga und 4 Spielen und 2 Treffern in Pokalwettbewerben, verließ er den Verein.
Am 1. Juli 2021 schloss er sich Rot Weiss Ahlen in der Regionalliga West an. In der Sommerpause 2023 wechselte Twardzik zum FC Gütersloh. Mit dem Verein nahm er an der ersten Runde des DFB-Pokals 2023/24 teil, in der es eine 0:2-Niederlage gegen den Zweitligisten Holstein Kiel gab. Mit 9 Toren in der Regionalliga West-Saison 2023/24 die als bester Aufsteiger auf Tabellenplatz 13 endete, war Twardzik der beste Gütersloher Torschütze. In der folgenden Saison 2024/25 wurde Twardzik mit 20 Treffern Torschützenkönig der gesamten Liga, womit er großen Anteil an der Vizemeisterschaft hinter dem MSV Duisburg hatte.

### Nationalspieler
Twardzik spielte von 2008 bis 2010 für die tschechische U-16- und U-17-Nationalmannschaft. 2012 bestritt er zwei weitere Freundschaftsspiele für die U-19-Nationalmannschaft.

## Familie
Sein Vater René ist aktuell Torwarttrainer beim FC Rot-Weiß Erfurt. Sein Zwillingsbruder Filip, der gemeinsam mit ihm in Glasgow unter Vertrag stand, und sein älterer Bruder Dan sind ebenfalls Profifußballer.

## Erfolge
- 1 × Schottischer Meister: 2014 (Ohne Einsatz)